# Dong-myeon, Chuncheon
Dong-myeon (koreanska: 동면) är en socken i kommunen Chuncheon i provinsen Gangwon i den norra delen av Sydkorea, 80 km nordost om huvudstaden Seoul. 